# Bordin Phala
Bordin Phala (thailändisch บดินทร์ ผาลา, * 20. Dezember 1994 in Ubon Ratchathani), auch als Dom (thailändisch โดม,) bekannt, ist ein thailändischer Fußballspieler.

## Karriere

### Verein
Bordin Phala erlernte das Fußballspielen in den Schulmannschaften der Benchama Maharat School und der Wat Suthiwararam School in Bangkok sowie dem Port Futsal Club. Seinen ersten Vertrag unterschrieb er 2014 beim damaligen Drittligisten BGC FC in Nonthaburi. Nach einem Jahr und 16 Spielen wechselte er 2015 zum damaligen Erstligisten Bangkok Glass nach Bangkok. Mitte 2016 ging er zum Ligakonkurrenten Chiangrai United, einem Verein, der in Chiangrai, im Norden des Landes, beheimatet ist. Hier spielte er 13 Mal in der Rückserie. 2017 wechselte er nach Buriram zu Buriram United, wo er eine Saison spielte und die Meisterschaft gewann. Nach 18 Spielen wechselte er 2018 zu Port FC nach Bangkok. 2019 stand er mit Port im Finale des FA Cup, dass Port mit 1:0 gegen den Erstligisten Ratchaburi Mitr Phol aus Ratchaburi gewann.

### Nationalmannschaft
2014 spielte Bordin Phala einmal in der thailändischen U-23-Auswahl. Sein Debüt für die A-Nationalmannschaft gab er am 6. Juni 2017 in einem Testspiel gegen Usbekistan im Milliy-Stadion in Taschkent, dass mit 0:2 verloren ging. Sein bisher einziger Treffer gelang ihm beim 4:0-Sieg im Finalhinspiel der Südostasienmeisterschaft 2021 gegen Indonesien. Ein Jahr später stand er erneut im Endspiel der Südostasienmeisterschaft. Hier konnte man sich in den beiden Endspielen gegen Vietnam mit insgesamt 3:2 durchsetzen.

## Erfolge und Auszeichnungen

### Erfolge

#### Verein
Bangkok Glass FC
- Thailändischer Pokalsieger: 2014

Buriram United
- Thailändischer Meister: 2017

Port FC
- Thailändischer Pokalsieger: 2019

#### Nationalmannschaft
Thailand
- King’s Cup: 2016, 2017
- Südostasienmeisterschaft: 2021, 2022

### Auszeichnungen
Thai League
Spieler des Monats: April 2019